# Jules Bijl

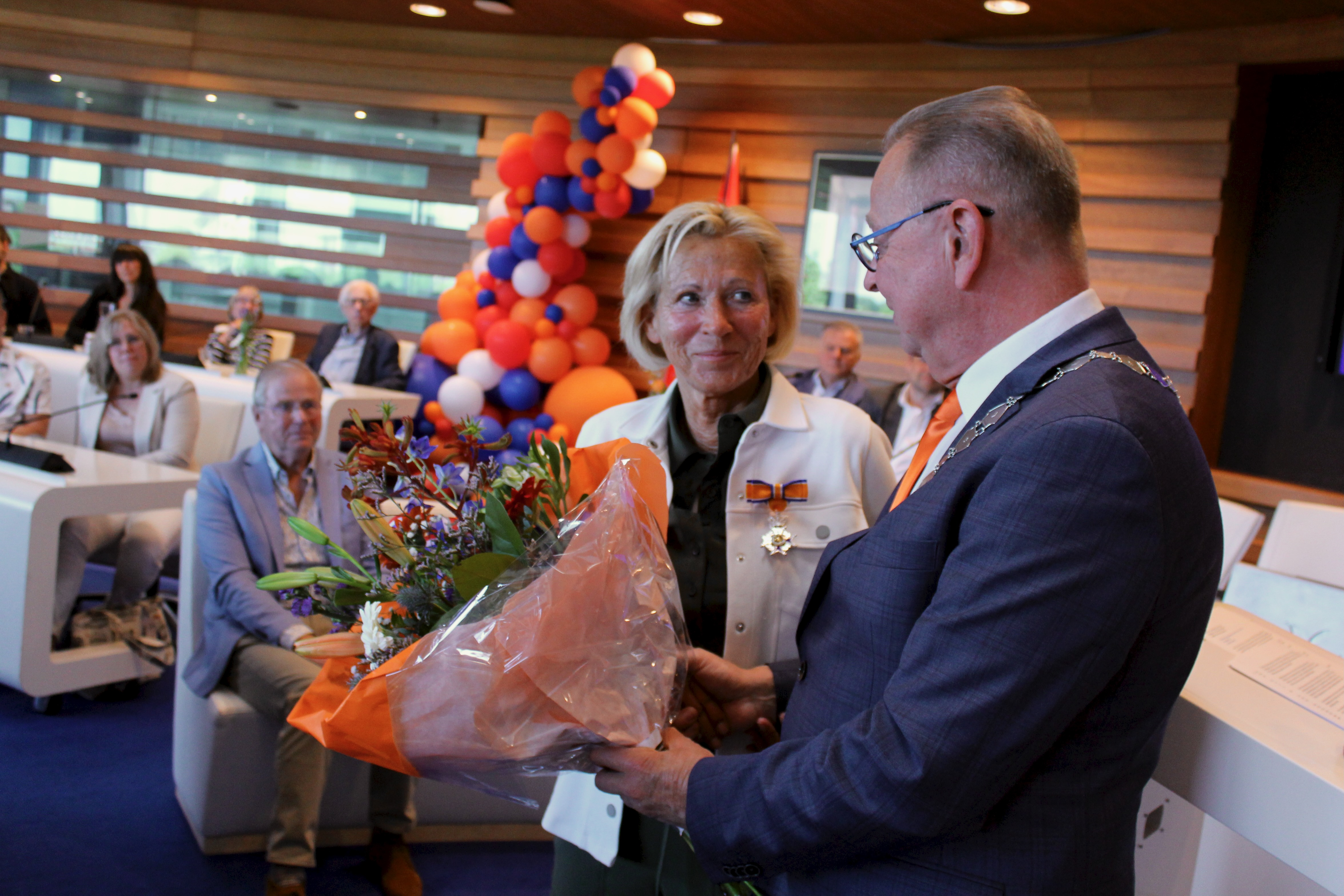
Jules Bijl (2025)

Jilles „Jules“ Gerrit Bijl (* 10. Januar 1958 in Rotterdam) ist ein niederländischer Politiker der Partei Democraten 66 und Diplomat.
Jules Bijl besuchte das Groen van Prinsterlyceum in Vlaardingen, Zuid-Holland. Er studierte Verwaltungsrecht an der Erasmus-Universität Rotterdam. Nach seinem Abschluss 1983 arbeitete er für die Verwaltung der Provinz Südholland als Leiter der Abteilung für Arbeitsschutz. Von 1991 bis 1992 war er kommissarischer Leiter des Magistrats der südholländischen Gemeinde Boskoop, von 1992 bis 1996 Leiter des Magistrats der Gemeinde Stadskanaal.
Von 1996 bis 1999 war er Kabinettschef von Jaime Saleh, des Gouverneurs der Niederländischen Antillen. In die Niederlande zurückgekehrt war Jules Bijl von 1999 bis 2004 Bürgermeister von Eemnes, zwischendurch von 2002 bis 2003 war er gleichzeitig kommissarischer Bürgermeister von Montfoort. Von 2004 bis 2009 war er Vorstandsvorsitzender des Versorgungsbetriebes Kruiswerk West Veluve in Ede, von 2009 bis 2009 Berater bei der Health-Care-Beratungsfirma Van Naem & Partners. Von 2010 bis 2015 war er Kabinettschef des jeweiligen Gouverneurs von Curaçao.
Am 6. März 2015 wurde er zum Botschafter in Trinidad und Tobago berufen, seit August 2015 war er der niederländische Botschafter in Port of Spain. Mitakkreditiert war er für Antigua und Barbuda, Barbados, Dominica (seit dem 23. Oktober 2015), Grenada, St. Kitts und Nevis (seit dem 11. Februar 2016), St. Lucia sowie St. Vincent und die Grenadinen (seit dem 8. März 2016).
Vom 1. September 2021 bis zum 6. März 2023 war Bijl kommissarischer Bürgermeister der Gemeinde Leidschendam-Voorburg.
Zwischen dem 2. Juni 2023 und dem 13. März 2024 hatte Bijl das Amt des Bürgermeisters von Schiedam kommissarisch inne.
Zum 1. März 2025 übernahm Bijl das Bürgermeisteramt der südholländischen Gemeinde Lansingerland kommissarisch.